# 新關門隧道

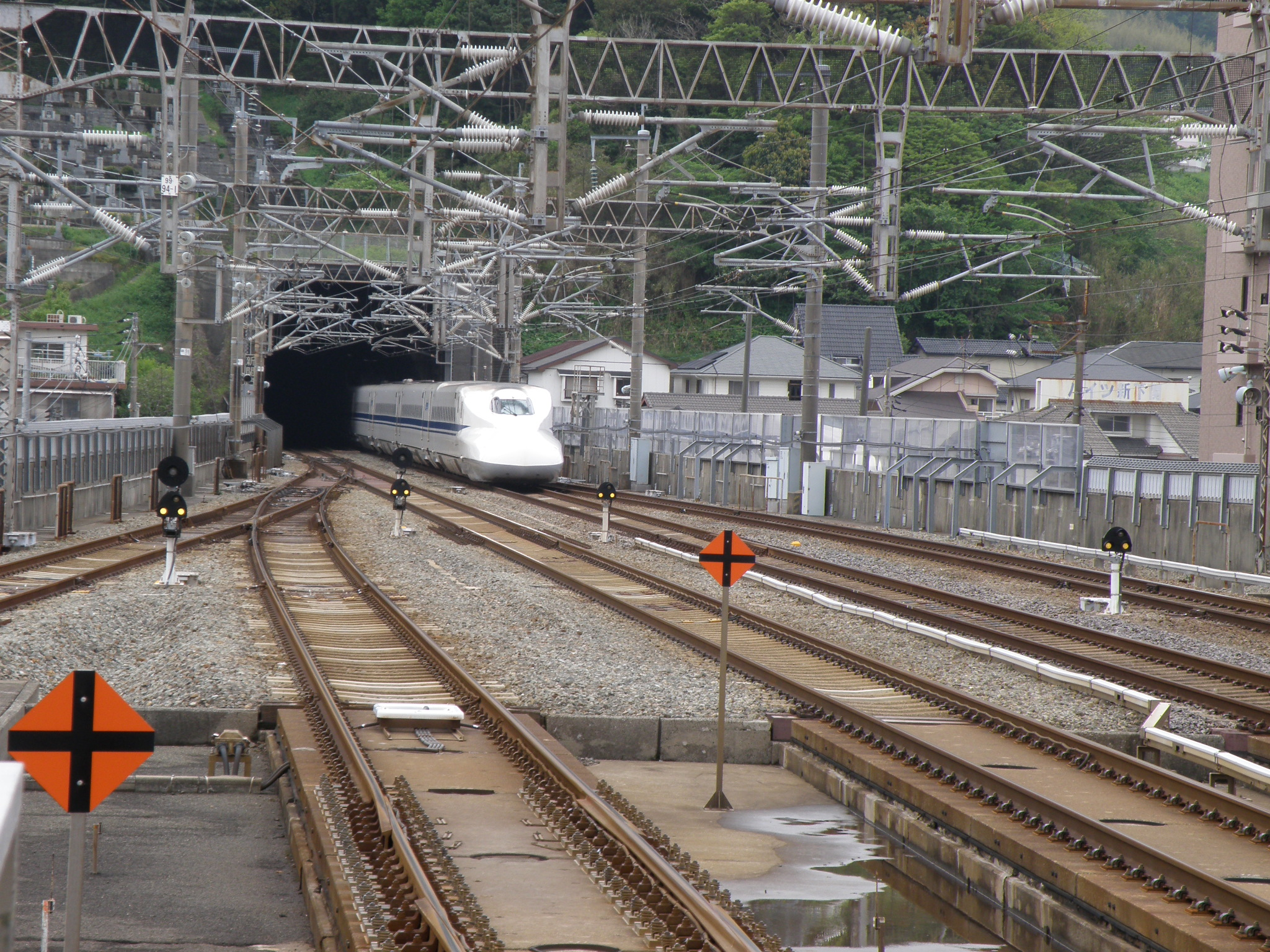

新關門隧道是位於日本山陽新幹線新下關站－小倉站間的海底隧道，貫穿分隔本州島與九州島的關門海峽，也是關門海峽的第三條海底隧道。

## 隧道概要
- 全長：18.713公里（山陽新幹線全線最長的隧道）
- 海底區間長度：880公尺
- 最低海拔：海平面下66公尺
- 隧道坡度：18／1000
- 轨距：1,435mm（新幹線規格；標準軌）
- 電化方式：交流25,000V・60Hz
- 轨道数：双线
- 設計速度：300km/h
- 施工方式：主要為鑽爆，並於斷層輔以化學裂石
- 承建商：熊谷組

## 沿革
- 1970年（昭和45年）3月28日：新關門隧道動工。
- 1973年（昭和48年）5月：新關門隧道主要部分在最後一次爆破後貫通。
- 1974年（昭和49年）3月15日：跨越海底斷層部分亦告貫通。
- 1975年（昭和50年）3月10日：開始營運。是山陽新幹線一部分。
- 1987年（昭和62年）4月1日：國鐵分割民營化後，移交西日本旅客鐵道管理。

## 關連項目
- 關門鐵道隧道
- 關門國道隧道
- 關門連絡船
- 青函隧道